# 피엘루이지 체라
피엘루이지 체라(이탈리아어: Pierluigi Cera ˌpjɛrluˈiːdʒi ˈtʃeːra[*], 1941년 2월 25일, 롬바르디아 주 레냐고 ~)는 이탈리아의 전직 축구 선수로, 현역 시절 미드필더와 수비수로서 칼리아리와 이탈리아 국가대표팀에서 대부분 활약했다.

## 클럽 경력
체라는 레냐고 출신이다. 현역 시절, 그는 엘라스 베로나(1957-64), 칼리아리(1964-73), 그리고 체세나(1973-79)에서 활약했다. 그는 0-2로 패한 1958년 5월 4일 밀란전에서 베로나 소속으로 세리에 A 신고식을 치렀다. 그는 이후 칼리아리의 주장을 맡아 1969-70 시즌 세리에 A 우승을 이끌었는데, 이는 구단 역사상 첫 우승이며, 칼리아리는 이후 40년 넘게 아직 우승을 추가하지 못하고 있다.

## 국가대표팀 경력
체라는 국가대항전에서 이탈리아 국가대표팀 일원으로 1969년부터 1972년까지 18번 출전했다. 1969년 11월 22일, 그는 3-0으로 이긴 동독과의 1970년 월드컵 예선전에 처음으로 출전했고, 대회 본선에도 명단에 들어 브라질과의 결승전까지 올랐지만, 이탈리아는 이 결승전에서 1-4로 패하면서 준우승에 만족해야 했다.

## 경기 방식
다재다능한 선수인 체라는 중원 플레이메이커와 수비수로서의 역할을 용이하게 수행할 수 있다. 그는 말년에 시야, 공넘김, 창의성, 그리고 후방에서의 공 회수 능력은 물론 수비적 역량 덕에 최후방 수비수로 활약하기도 했고, 그는 프란츠 베켄바워와 더불어 당대 공격적인 최후방 수비수로 명성을 날렸다.

## 수상

### 클럽
칼리아리
- 세리에 A: 1969–70

### 국가대표팀
이탈리아
- 월드컵 준우승: 1970

### 개인
- 칼리아리 역대 최고 11인[1]